# Гольштейн-Готторпська династія (шведська лінія)
Гольштейн-Готторпська династія — лінія Ольденбурзької династії, яка правила Швецією з 1751 по 1818 рік, та Норвегією з 1814 по 1818 рік. Поточна королівська династія Бернадотів є де-юре лінією Гольштейн-Готторпів оскільки останній король Гольштейн-Готторпів усиновив першого короля Бернадотів, Карла XIV Югана Бернадота.
У 1743 році Адольф Фредерік з Гольштейн-Готторпів був обраний принцом Швеції як шведська поступка Росії, стратегія досягнення прийнятного миру після катастрофічної війни того ж року. Він став королем Швеції у 1751 році.
Король Густав III, старший син Адольфа Фредеріка, був захоплений тим, що через його пра-прабабусю їхня династія походить від королівської династії Вазів. Він висловив бажання, щоб їхній дім був відомий як Ваза, як продовження оригінальної династії. Але не було ефективного способу примусити цю зміну. Історики не погодилися з побажаннями Густава, і династію завжди називають Гольштейн-Готторпами.
У 1809 році син Густава III Густав IV Адольф був скинутий з престолу після втрати Фінляндії, а династія зникла зі шведської історії зі смертю його дядька короля Карла XIII в 1818 році. У 1810 році Жан Баптист Бернадот (пізніше Карл XIV Юган Бернадот), маршал Франції, був обраний принцом і став засновником наступної і нинішньої шведської династії Бернадотів.
У 1836 році Густав, князь Ваза, син поваленого Густава IV Адольфа, отримав титул князя Ваза в Австрії. Однак використання цього імені припинилося, коли єдина дитина принца, яка вижила, його дочка Карола Ваза померла бездітною.
Шлюб майбутнього короля Густава V на принцесі Вікторії Баденській в 1881 році об'єднав правлячу династію Бернадотів з нащадком династії Гольштейн-Готторпів, оскільки Вікторія була правнучкою поваленого Густава IV Адольфа.

## Королі Швеції
- 1751—1771: Адольф Фредерік
- 1771—1792: Густав III
- 1792—1809: Густав IV Адольф
- 1809—1818: Карл XIII

## Королі Норвегії
- 1814—1818: Карл II